# Heinz Frymark
Heinz Frymark (* 25. August 1932) ist ein ehemaliger deutscher Fußballspieler.

## Werdegang
Frymark wechselte im Jahre 1952 von der TSG Rheda aus der westfälischen Bezirksklasse zum Duisburger SpV in die II. Division West. Mit den Duisburgern stieg er zwei Jahre später in die erstklassige Oberliga West auf und war in der Aufstiegssaison 1953/54 gemeinsam mit Willi Koll der erfolgreichste Torjäger seiner Mannschaft. Beide trafen jeweils elfmal. In der Oberliga West absolvierte er in der Saison 1954/55 acht Spiele und erzielte dabei ein Tor. Am Saisonende verließ er Duisburg und schloss sich der Ulmer TSG 1846 aus der II. Division Süd an. In der Saison 1957/58 spielte er noch für den Ligarivalen VfL Neustadt/Coburg.